# Acrosembia lichenophila
Acrosembia lichenophila är en insektsart som beskrevs av Ross 2006. Acrosembia lichenophila ingår i släktet Acrosembia och familjen Embiidae. Inga underarter finns listade i Catalogue of Life.